# Saison 2017 de l'équipe cycliste Androni Giocattoli
La saison 2017 de l'Androni-Sidermerc-Bottecchia est la vingt-deuxième de cette équipe.

## Préparation de la saison 2017

### Arrivées et départs
| Arrivées         | Équipe 2016                          |
| ---------------- | ------------------------------------ |
| Davide Ballerini | Hopplà-Petroli Firenze               |
| Raffaello Bonusi | General Store Bottoli Zardini        |
| Mattia Cattaneo  | Lampre-Merida                        |
| Marco D'Urbano   | Roth                                 |
| Mattia Frapporti | Unieuro Wilier                       |
| Matteo Malucelli | Unieuro Wilier                       |
| Fausto Masnada   | Colpack                              |
| Andrea Palini    | Skydive Dubai-Al Ahli Club           |
| Kevin Rivera     | Scott-TeleUno-BCT                    |
| Iván Sosa        | Maltinti Lampadari-Banca di Cambiano |
| Matteo Spreafico | Kolss-BDC                            |

| Départs              | Équipe 2017        |
| -------------------- | ------------------ |
| Marco Bandiera       | retraite           |
| Giorgio Cecchinel    |                    |
| Francesco Chicchi    |                    |
| Tiziano Dall'Antonia | retraite           |
| Alberto Nardin       |                    |
| Franco Pellizotti    | Bahrain-Merida     |
| Daniele Ratto        | retraite           |
| Mirko Selvaggi       | retraite           |
| Serghei Tvetcov      | Jelly Belly-Maxxis |
| Davide Viganò        | retraite           |

## Coureurs et encadrement technique

### Effectif
Par rapport à la saison 2016, neuf coureurs quittent l'équipe tandis qu'autant la rejoignent.
| Effectif 2017                                               | Effectif 2017     | Effectif 2017 | Effectif 2017                               |
| Cycliste                                                    | Date de naissance | Pays          | Équipe précédente                           |
| ----------------------------------------------------------- | ----------------- | ------------- | ------------------------------------------- |
| Davide Ballerini                                            | 21 septembre 1994 | Italie        | Hopplà-Petroli Firenze (2016)               |
| Marco Benfatto                                              | 6 janvier 1988    | Italie        | Astana Continental (2014)                   |
| Egan Bernal                                                 | 13 janvier 1997   | Colombie      |                                             |
| Raffaello Bonusi                                            | 31 janvier 1992   | Italie        | General Store Bottoli Zardini (2016)        |
| Mattia Cattaneo                                             | 25 octobre 1990   | Italie        | Lampre-Merida (2016)                        |
| Marco Frapporti                                             | 30 mars 1985      | Italie        | Idea (2012)                                 |
| Mattia Frapporti                                            | 2 juillet 1994    | Italie        | Unieuro Wilier (2016)                       |
| Francesco Gavazzi                                           | 1 août 1984       | Italie        | Southeast (2015)                            |
| Matteo Malucelli                                            | 20 octobre 1993   | Italie        | Unieuro Wilier (2016)                       |
| Fausto Masnada                                              | 6 novembre 1993   | Italie        | Colpack (2016)                              |
| Luca Pacioni                                                | 13 août 1993      | Italie        | Lampre-Merida (2015)                        |
| Andrea Palini                                               | 16 juin 1989      | Italie        | Skydive Dubai-Al Ahli Club (2016)           |
| Kevin Rivera                                                | 28 juin 1998      | Costa Rica    | Scott-TeleUno-BCT (2016)                    |
| Iván Sosa                                                   | 31 octobre 1997   | Colombie      | Maltinti Lampadari-Banca di Cambiano (2016) |
| Matteo Spreafico                                            | 15 février 1993   | Italie        | Kolss-BDC (2016)                            |
| Alessio Taliani                                             | 11 octobre 1990   | Italie        | Futura Matricardi (2013)                    |
| Rodolfo Torres                                              | 21 mars 1987      | Colombie      | Colombia (2015)                             |
| Marco D'Urbano (15 mars–31 déc.)                            | 15 août 1991      | Italie        | Roth (2016)                                 |
| Andrea Vendrame                                             | 20 juillet 1994   | Italie        | Zalf Euromobil Désirée Fior (2016)          |
|                                                             |                   |               |                                             |
| Sources : ProCyclingStats Cycling Quotient Cycling Archives |                   |               |                                             |

## Bilan de la saison

### Victoires
| Date       | Course                                        | Pays      | Classe | Vainqueur        |
| ---------- | --------------------------------------------- | --------- | ------ | ---------------- |
| 13/01/2017 | 1re étape du Tour du Táchira                  | Venezuela | 2.2    | Raffaello Bonusi |
| 23/02/2017 | 3e étape du Tour La Provence                  | France    | 2.1    | Mattia Cattaneo  |
| 01/05/2017 | 7e étape du Tour de Bretagne                  | France    | 2.2    | Andrea Vendrame  |
| 27/05/2017 | 1re étape du Tour du Jura                     | France    | 2.2    | Mattia Frapporti |
| 02/06/2017 | 1re étape du Tour de Bihor                    | Roumanie  | 2.2    | Matteo Malucelli |
| 03/06/2017 | 2e étape du Tour de Bihor                     | Roumanie  | 2.2    | Rodolfo Torres   |
| 04/06/2017 | 4e étape du Tour de Bihor                     | Roumanie  | 2.2    | Matteo Malucelli |
| 05/06/2017 | Classement général du Tour de Bihor           | Roumanie  | 2.2    | Rodolfo Torres   |
| 09/06/2017 | 2e étape du Tour de Slovaquie                 | Slovaquie | 2.1    | Matteo Malucelli |
| 16/06/2017 | 2e étape du Tour de Savoie                    | France    | 2.2    | Egan Bernal      |
| 17/06/2017 | 4e étape (contre-la-montre) du Tour de Savoie | France    | 2.2    | Egan Bernal      |
| 18/06/2017 | Classement général du Tour de Savoie          | France    | 2.2    | Egan Bernal      |
| 6/07/2017  | Prologue du Sibiu Cycling Tour                | Roumanie  | 2.1    | Andrea Palini    |
| 7/07/2017  | 2e étape du Sibiu Cycling Tour                | Roumanie  | 2.1    | Egan Bernal      |
| 8/07/2017  | 3e étape du Sibiu Cycling Tour                | Roumanie  | 2.1    | Egan Bernal      |
| 9/07/2017  | Classement général du Sibiu Cycling Tour      | Roumanie  | 2.1    | Egan Bernal      |

### Résultats sur les courses majeures
Les tableaux suivants représentent les résultats de l'équipe dans les principales courses du calendrier international dans lesquelles l'équipe bénéficie d'une invitation (les cinq classiques majeures et les trois grands tours). Pour chaque épreuve est indiqué le meilleur coureur de l'équipe, son classement ainsi que les accessits glanés par Androni Giocattoli sur les courses de trois semaines.

#### Classiques
| Classique            | Milan-San Remo          | Tour des Flandres | Paris-Roubaix | Liège-Bastogne-Liège | Tour de Lombardie |
| -------------------- | ----------------------- | ----------------- | ------------- | -------------------- | ----------------- |
| Coureur (classement) | Francesco Gavazzi (15e) | Non invitée       | Non invitée   | Non invitée          | Egan Bernal (13e) |

#### Grands tours
| Grand tour           | Tour d'Italie | Tour de France | Tour d'Espagne |
| -------------------- | ------------- | -------------- | -------------- |
| Coureur (classement) | Non invitée   | Non invitée    | Non invitée    |
| Accessits            |               |                |                |